# Saint Ouen (Jersey)
Saint Ouen (Jèrriais: St Ouën) is een van de twaalf gemeenten op het Kanaaleiland Jersey. Het ligt in het noordwesten van het eiland. De gemeente is qua oppervlakte de grootste van Jersey; 8,341 vergées of 15 km².
Deze gemeente heeft de reputatie om het meest traditioneel te zijn, daar de gemeente het verst verwijderd is van Saint Helier en de gemeente op een schiereiland ligt.

## Buurtschappen of Cueillettes
In St. Ouen worden de buurtschappen niet vingtaines genoemd maar cueillettes (Jèrriais: tchilliettes). Het bestuur in de “cueillette” verloopt hetzelfde als in een “vingtaine”; met uitzondering van de verkiezing van de vingteniers deze worden door de “cueillettes” gekozen en niet door de gemeente. De gemeente is als volgt verdeeld in buurtschappen (Jersey: cueillettes):
- La Petite Cueillette
- La Grande Cueillette
- La Cueillette de Grantez
- La Cueillette de Millais
- La Cueillette de Vinchelez
- La Cueillette de Léoville

De gemeente bestaat uit één kiesdistrict en kiest één afgevaardigde in de Staten van Jersey.

## Demografie
| 3612                     | 3685 | 3803 | 4097 |
| Statistiek start in 1991 |      |      |      |

## Cultuur

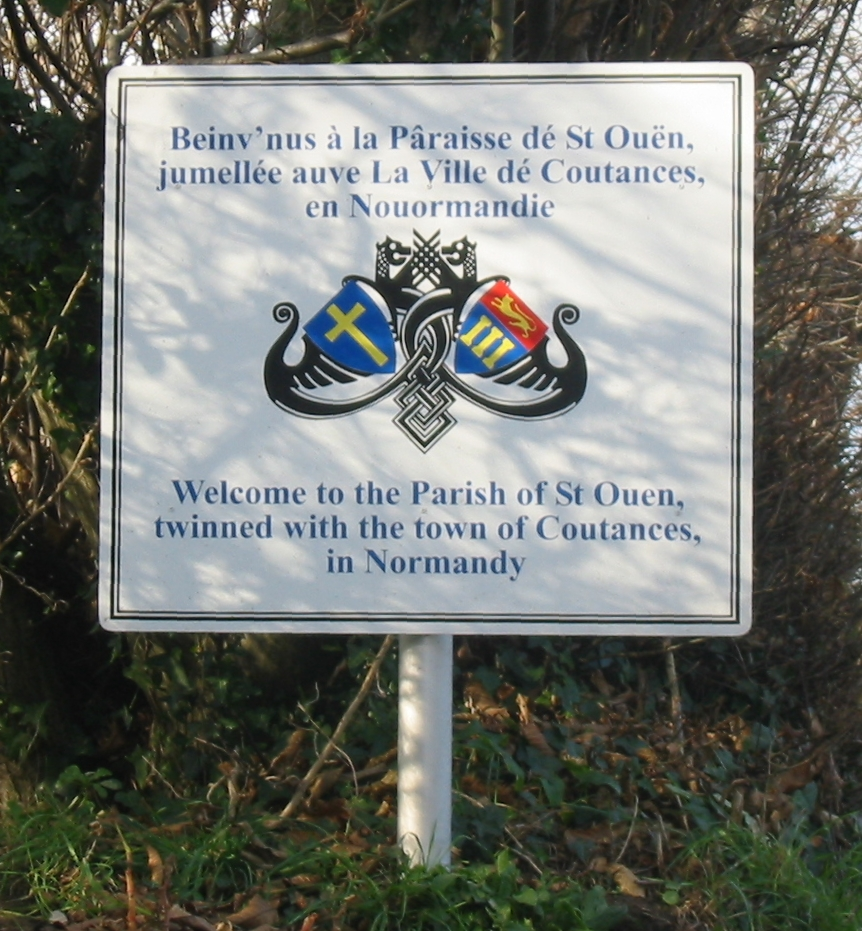
Tweetalig bord dat de vriendschapsband tussen Coutances en Saint Ouen aangeeft

Een aantal van de meest invloedrijke schrijvers van Jersey kwamen uit St. Ouen. George F. Le Feuvre (1891 - 1984), die schreef onder het pseudoniem "George d'la Forge", was een van de meest productieve schrijvers in de 20e eeuw. Frank Le Maistre (1910-2002), de opsteller van de Dictionnaire Jersiais-Français (1966), (Nederlands: Jèrriais-Frans woordenboek), heeft veel bijgedragen aan de standaardisatie van het Jersey dialect “St. Ouennais”; zodat dit dialect geschikt werd voor literatuur. Edward Le Brocq (1877-1964) schreef van 1946 tot 1964 een wekelijkse kolom in de krant waarin hij via twee fictieve inwoners van St Ouen, Ph'lip en Merrienne, een beeld schetste van de gemeente en haar mening.
De traditionele bijnaam voor de inwoners van St. Ouen is Gris Ventres (Nederlands: grijze buik) – dit verwijst naar het gebruik van de mannen van de gemeente om kleding van ongeverfde wol te dragen, terwijl de rest van Jersey in het algemeen blauw gekleurde wol droeg.

## Bezienswaardigheden
Een aantal prehistorische vindplaatsen liggen in St. Ouen zoals: de hunebed van “ Monts Grantez”; de hunebed van “Geonnais”; en de prehistorische vindplaats bij Le Pinacle, die de zeldzame overblijfselen heeft van een “fanum” (kleine tempel) afkomstig van de Galliërs en de Romeinen. In het Noordwesten liggen de ruïnes Grosnez Castle, die ook op het 50 pence Jersey muntstuk staan. De racebaan van Jersey ligt in Les Landes.

## Geschiedenis
Het eiland Sark werd door St. Ouen opnieuw gekoloniseerd. Helier de Carteret, de toenmalige heer van de gemeente, kreeg het recht om Sark te laten bewonen met 40 families uit de gemeente onder de voorwaarde dat hij het vrijhield van piraten. Het Sarkse dialect Sercquais is daarom afkomstig van het dialect St Ouennais van het Jèrriais.

## Taal
Dat Sercquiais afkomstig is van het St. Ouennais kan herkend worden door de meervoud van de 2de en 3de persoon van de onvoltooid verleden tijd. Sercquiais gebruikt een eindvervoeging -dr dat sprekend lijkt op het St. Ouennais dialect van het Jèrriais, dat echter nergens anders op Jersey voorkomt.
| Sercquiais  | Jèrriais (St. Ouennais) | standaard Jèrriais | Engels      |
| ----------- | ----------------------- | ------------------ | ----------- |
| i vuliidr   | i' voulîdrent           | i' voulîtent       | they wanted |
| uu paaliidr | ou pâlîdres             | ou pâlîtes         | you spoke   |
| i füüdr     | i' fûdrent              | i' fûtent          | they were   |
| uu prẽẽdr   | ou prîndres             | ou prîntes         | you took    |

## Partnerstad
- Coutances

## Fotogalerij

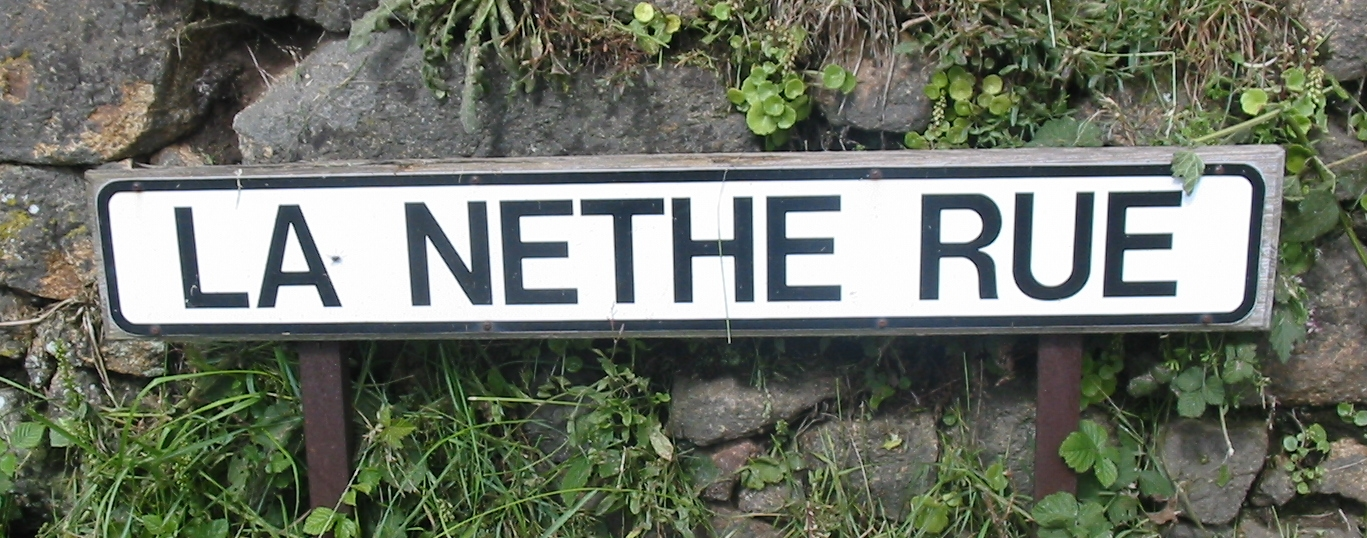
Wegwijzer in La Néthe Rue (the black road in Jèrriais)
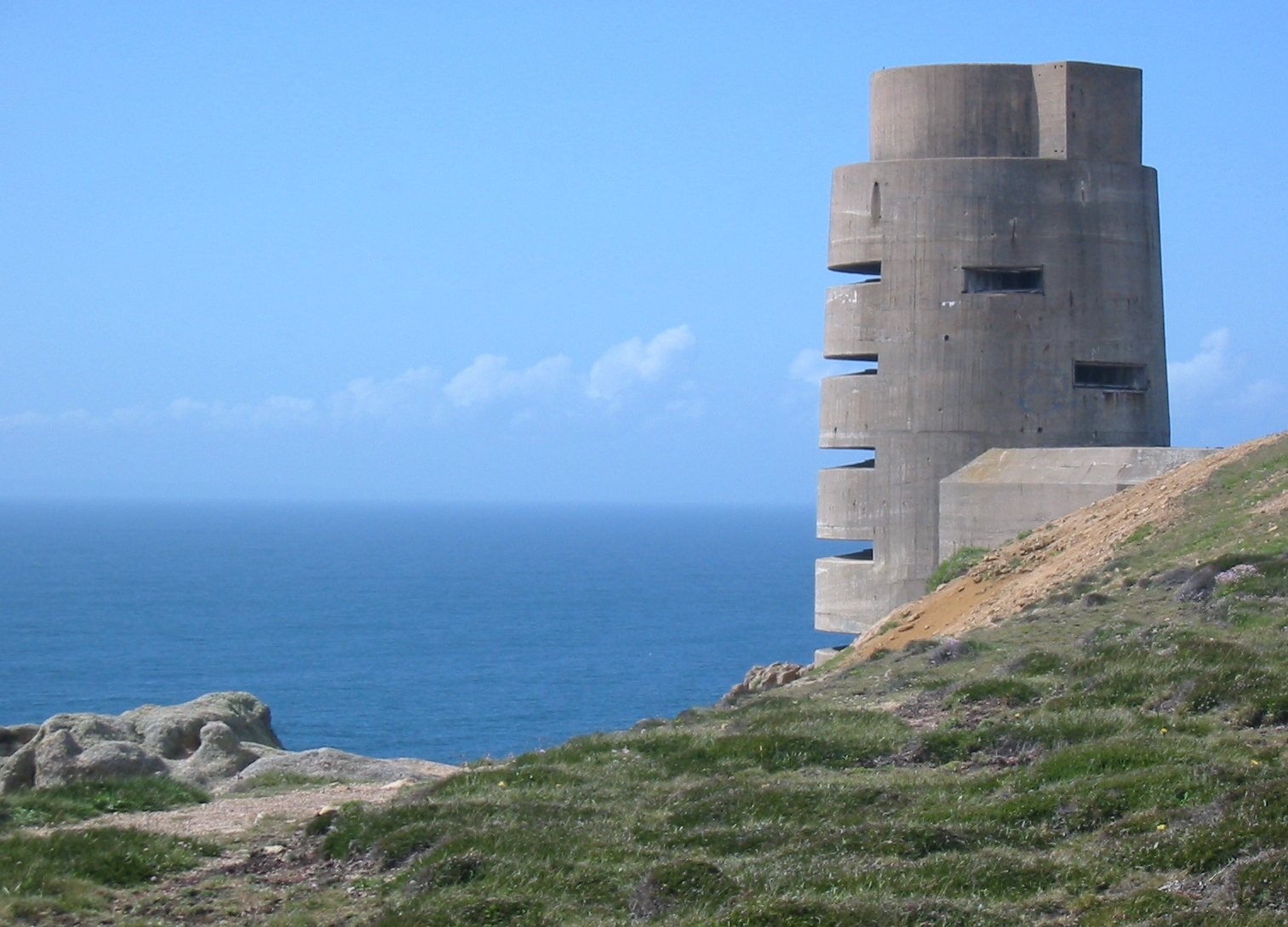
Toren uit de tijd van de Duitse bezetting bij Les Landes
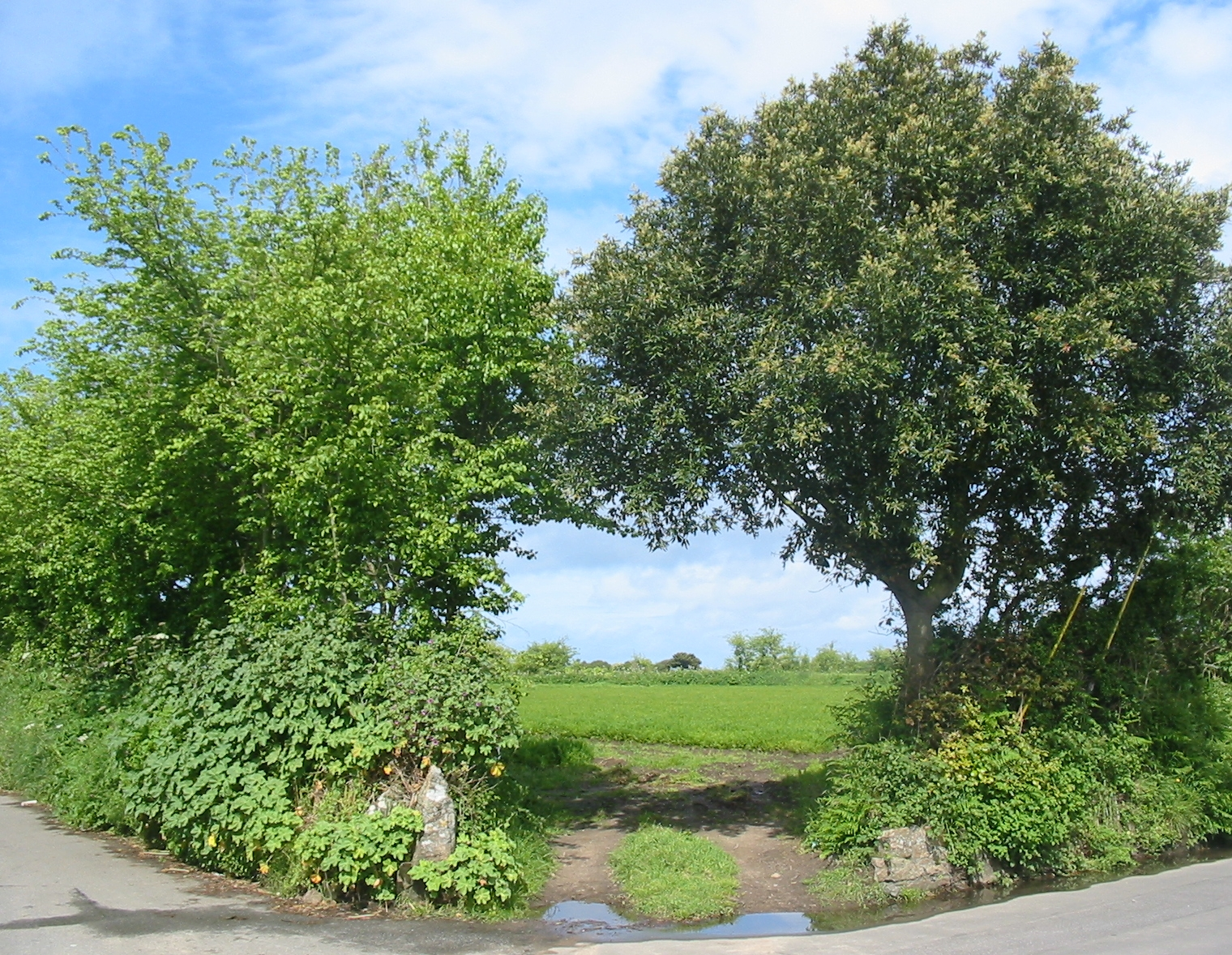
Een akkerinrit bij St. Ouen
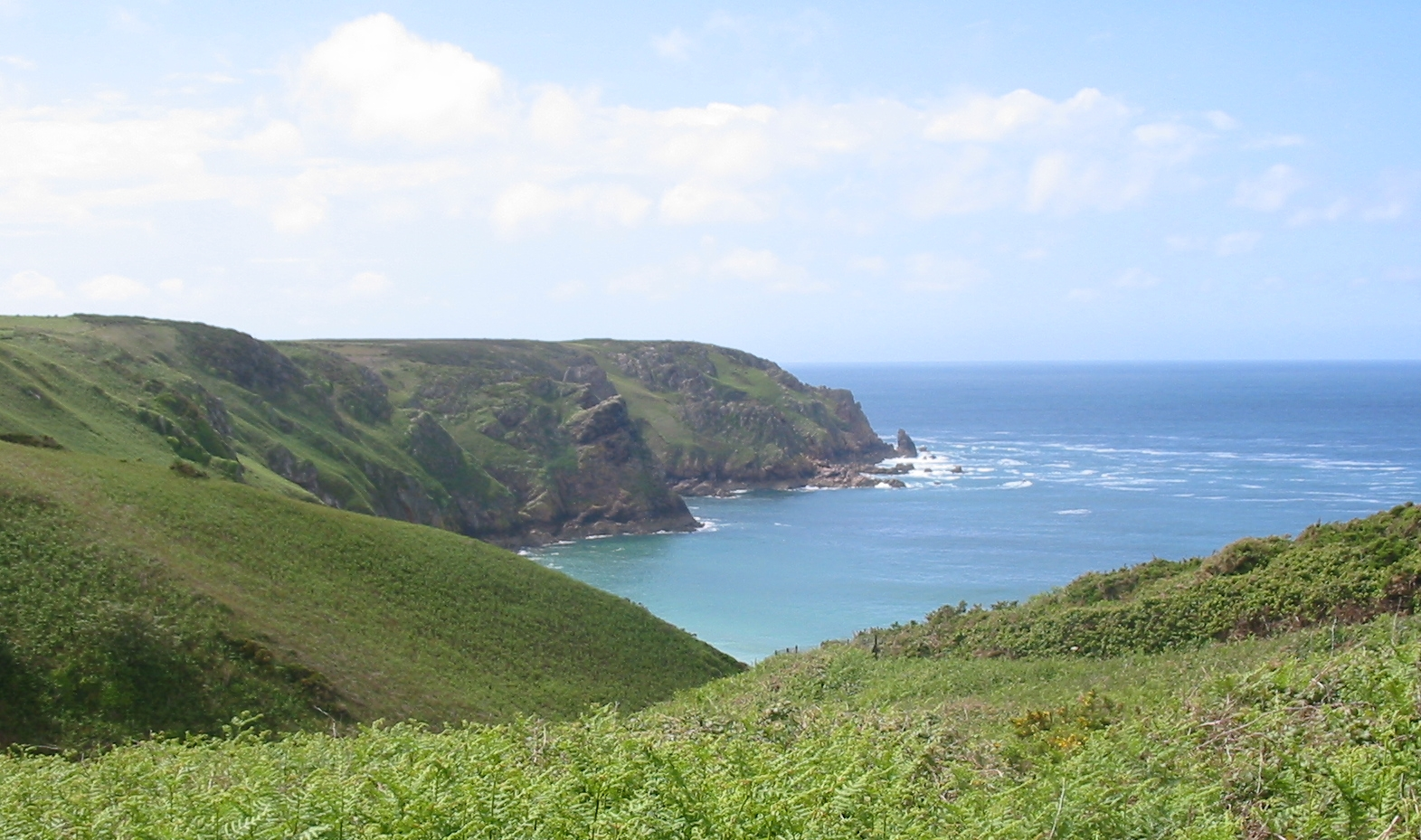
Kliffen bij Plémont